# 구술 역사

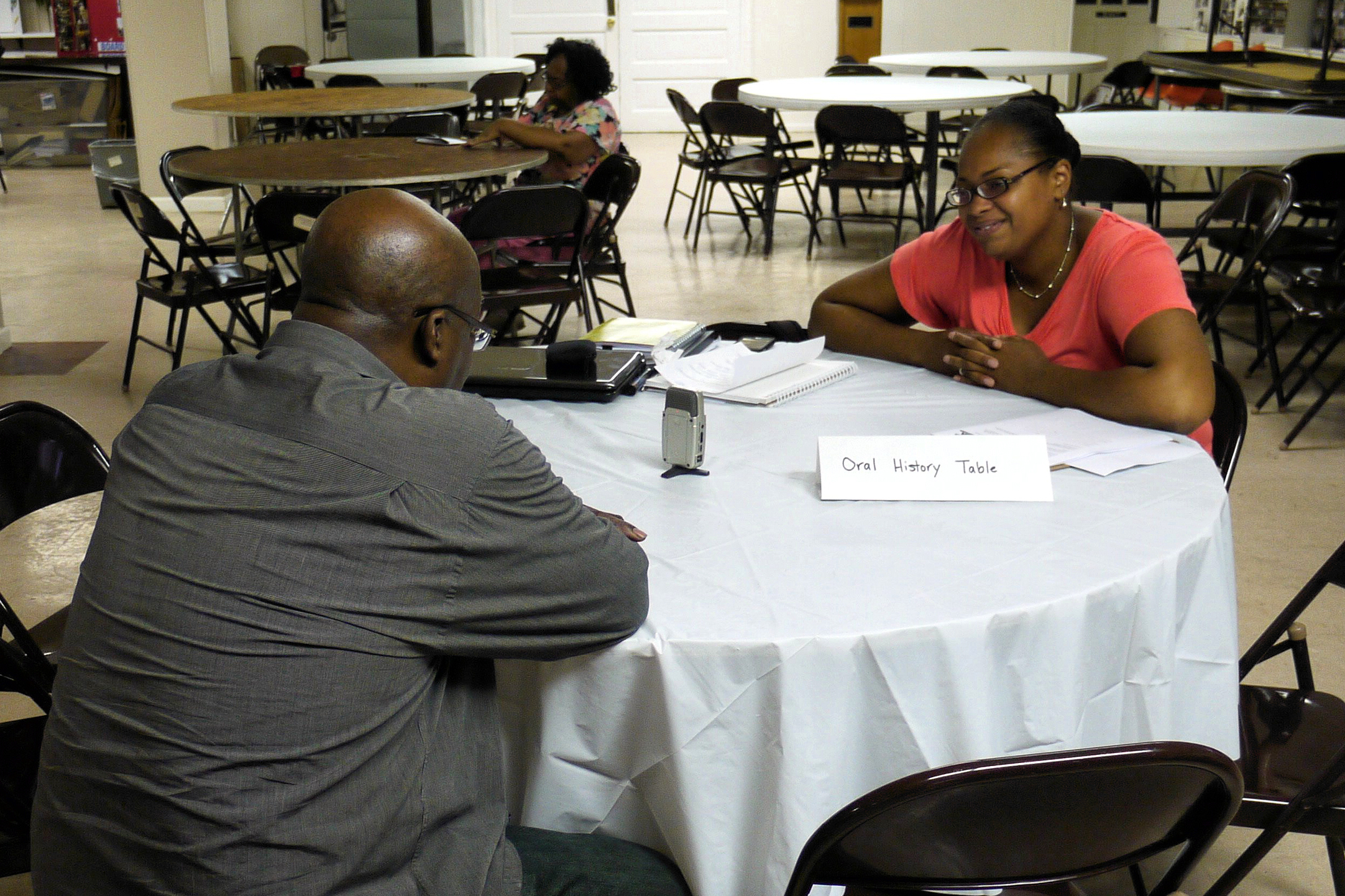
일리노이주 역사의 날 당시 상록수 보호 연합 자원봉사자가 구술 역사를 녹음하는 모습.

구술 역사(口述 歷史) 또는 구술사(口述史)는 음성 녹음, 비디오 촬영, 일정한 형식으로 진행되는 인터뷰의 수단을 통해 개인, 가족, 중요한 사건, 혹은 일상에 대한 역사적 사실을 수집하고 연구하는 학문이다. 인터뷰는 과거 사건에 참여하거나 그 과정을 목격한 사람을 대상으로 그들의 기억과 당시 인식에 대한 정보를 수집, 이를 미래 세대들이 음성 기록으로 열람할 수 있게끔 진행한다. 구술 역사는 다양한 관점에서 정보를 수집하려 노력하며 이는 다른 기록물에서는 찾아볼 수 없는 정보들로 구성되어 있는 경우가 대부분이다. 또한, 구술 역사는 글로 기록되기도 하여 (출반 혹은 비출판물의 형태로), 기록 보관소나 대규모 도서관에 보존되기도 한다. 구술 역사 (OH, Oral History)에 의해 표현되는 지식은 암묵적인 관점, 견해, 의견을 공유하며 인터뷰 대상의 생각을 가장 원초적으로 담는다는 부분에서 굉장히 독특하다 할 수 있다.
구술 역사는 과거 사건에 대해 임의적인 대상에게 그 정보를 전달한 것으로도 설명되는 경우가 종종 있으나, 전문적인 역사가들은 이를 구전으로 따로 분류한다. 그러나 , 컬럼비아 백과사전은 다음과 같이 설명한다:
원시 사회는 역사 기록물의 부재를 극복하기 위해 구전에 오랫동안 의존해 왔다. 서구 사회의 구전 역사는 초기 그리스 역사가들인 헤로도토스와 투키디데스가 목격자들로부터 다양한 구전을 광대한 범위로 수집한 것으로부터 시작된다. 구술 역사의 현대적인 개념은 1940년대 당시 컬럼비아 대학의 알란 네빈스와 그의 동료들이 처음 도입하였다.

## 같이 보기
- 구전